# RTVD 4
Radio Televisión Dominicana  (más conocido como RTVD 4, previamente como CERTV) es la cadena de televisión pública de República Dominicana. Fue lanzado al aire en 1952 como la primera estación de televisión del país. Es propiedad del estado dominicano.

## Historia
Fue fundada en 1952 bajo el nombre de La Voz Dominicana y salió al aire el 1 de agosto del mismo año, constituyéndose en el primer canal de televisión en instalarse en la República Dominicana y el tercero en América Latina. Su dueño original era José Arismendy Trujillo (Petán), hermano del dictador Rafael Trujillo Molina. La estación funcionó como una combinación de radio y televisión que transmitía programación en vivo por 6 horas. Romances campesinos fue una de las primeras series producidas por el canal.
La emisora fue usada como herramienta de propaganda al régimen trujillista hasta su caída en 1961. A partir de ese entonces, la estación fue renombrada como Radio Santo Domingo Televisión; luego, fue relanzada como Palacio Televisor. Para los años 70, fue renombrada nuevamente como Radio Televisión Dominicana (RTVD) nombre que se mantuvo por varias décadas.
Entre 1983 y 1984, la emisora fue dirigida por el cineasta Agliberto Meléndez, reconocido como el primer dominicano en realizar un largometraje, Un pasaje de ida (1988). 
En 2003, fue relanzada como la Corporación Estatal de Radio y Televisión mediante un decreto la cual la hace una empresa autónoma que puede sustentarse tanto del Gobierno como del sector privado. En 2016, es renombrado como 4RD, pero la institución encargada del mantenimiento del canal incluye el nombre de CERTV.
En el año 2023 el canal fue canal oficial en República Dominicana de la trasmisión de Los Juegos Panamericanos Santiago De Chile 2023.

## Locutores
- Vicente López
- Jochy Villalona
- Ángel Rodríguez
- Cristian López
- Mariano Álvarez

## Programación
- El Mangú De La Mañana
- Central De Noticias
- Topi Tok
- TV Revista
- Luna Llena
- La Mirada
- El Club De La Moda
- Manuel y Hermes
- Fiestas Y Personalidades
- Celuloide
- La Cultura Vive
- La Cocina De Wandy
- Etiqueta Tropical
- Radar Deportivo
- Cine Dominicano
- Al limite con Rafaelina Bisonó
- Momentos de la Historia
- Bienvenidos A La Casa
- Dar Para Vivir
- Momento Deportivo
- Buen Vivir
- Central Deportes
- Recorriendo Con Salvador